# Leila Abouzeid

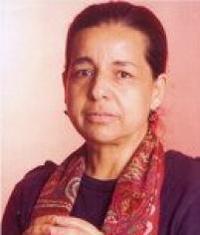
Abouzeid, 2016

Leila Abouzeid (1950) is een Marokkaans schrijfster. In tegenstelling tot veel andere Marokkaanse auteurs schrijft ze liever in het Arabisch dan in het Frans. Ze is de eerste vrouwelijke Marokkaanse schrijfster waarvan het werk in het Engels is vertaald. Na haar studie aan de Mohammed V-Universiteit in Rabat en aan de University Of Texas in Austin is Leila Abouzeid een carrière begonnen als journaliste voor radio en televisie en heeft ze ook als persassistent voor de overheid en het kantoor van de minister-president gewerkt. Leila Abouzeid, voorheen lid van het Wereld Pers Instituut op het St. Paul in Minnesota, heeft in 1992 de wereld van de pers verlaten en zich toen volledig op het schrijven van fictie gestort.
In haar eerste roman, Year of the Elephant, schrijft Abouzeid over veel voorkomende gebeurtenissen in de Marokkaanse literatuur (scheiding, de strijd tegen armoede, problemen in families, etc.), maar ze presenteert deze verhalen vanuit een nieuw perspectief – die van een vrouw. Abouzeid onderzoekt een aantal thema's, met name het conflict tussen de traditionele cultuur en het modernisme, de machtspositie van vrouwen in de Marokkaanse maatschappij en de betekenis van onafhankelijkheid op zowel nationaal als individueel niveau. In Return To Childhood komen Abouzeids persoonlijke ervaringen met familieconflicten, die worden beheerst door de onrust van het land tijdens de strijd in Marokko naar onafhankelijkheid van de Franse kolonie, aan de orde.
The Last Chapter is het semiautobiografisch verhaal over een jonge Marokkaanse vrouw en haar strijd voor haar identiteit in het Marokko van de tweede helft van de twintigste eeuw. Veranderingen in man-vrouwrelaties komen veel voor in het verhaal, net als conflicten tussen de moderne en traditionele Marokkaanse maatschappij en tussen islamitische en Westerse waarden evenals de oudere praktijken zoals hekserij en magie. “With an author as talented as Abouzeid and the heroine an intellectual with the tongue of a Moroccan Dorothy Parker, there is a lot of substance to the novel” – aldus de Cairo Times.